# Festuca vierhapperi
Festuca vierhapperi är en gräsart som beskrevs av Hand.-mazz. Festuca vierhapperi ingår i släktet svinglar, och familjen gräs. Inga underarter finns listade i Catalogue of Life.